# Johann Baptist von Keller
Pour les articles homonymes, voir Keller.
Johann Baptist Keller, à partir de 1818 von Keller (né le 16 mai 1774 à Salem et mort le 17 octobre 1845 à Bartenstein), est un théologien catholique romain et premier évêque du diocèse de Rottenburg, fondé en 1828. En tant que tel, il est également membre des chambres de Wurtemberg.

## Biographie
Johann Baptist Keller est le fils du Hofkammerrat et syndic de l'abbaye impériale de Salem, Kaspar Keller. Après des études de théologie à Dillingen (de) et à l'Université bénédictine de Salzbourg de 1793 à 1797, Keller est ordonné prêtre à Salzbourg le 6 juin 1797. Après un travail pastoral dans plusieurs paroisses, il est nommé au Conseil spirituel de Wurtemberg en 1808, et il est nommé curé de la ville de Stuttgart. Vers 1815, il devient provicaire pour les régions catholiques du Wurtemberg (Neuwurtemberg) en soutien à l'évêque François-Charles de Hohenlohe.
Le 4 août 1816, Keller est nommé à Rome évêque auxiliaire à Augsbourg et évêque titulaire d' Euroea-en-Épire (de) par le pape Pie VII. Son ordination épiscopale est consacrée par le pape lui-même; Le cardinal Francesco Bertazzoli et l'évêque de la curie Giuseppe Bartolomeo Menocchio (de) OESA sont co-consécrateurs .
En 1818, le roi Guillaume lui décerné la Croix du commandeur de l'Ordre de la Couronne du Wurtemberg. En 1837, il reçoit la croix de chevalier de l'ordre de Frédéric.
En 1819, Keller devient vicaire général avec son siège à Rottenburg et en tant que tel membre avec le droit de vote dans les assemblées des États de Wurtemberg de 1819, à l'issue de laquelle la constitution du Royaume du Wurtemberg est adoptée. Après la création du diocèse de Rottenburg en 1821, Keller devient son premier évêque diocésain le 21 mai 1828. De 1819 jusqu'à sa mort en 1845, ses fonctions de vicaire général et d'évêque vont lui donner un mandat dans la chambre des députés de Wurtemberg .
Il trouva sa dernière demeure dans la crypte de l'église du cimetière de Sülchen.